# ロバート・ズブリン

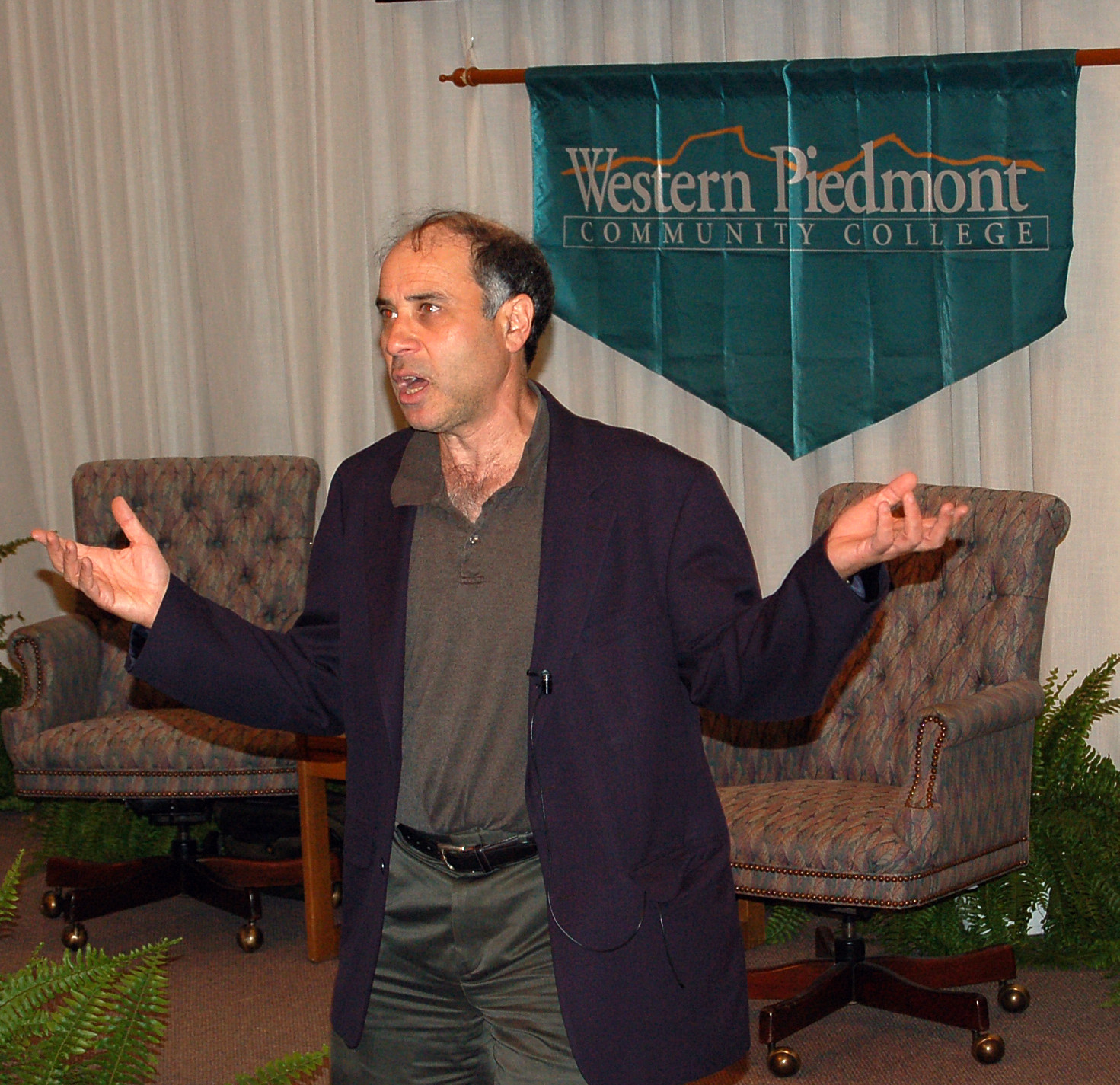
ロバート・ズブリン

ロバート・ズブリン(Robert Zubrin、1952年4月19日-)は航空宇宙技術者、作家。有人火星探査の提唱者として知られている。マーズ・ダイレクトや極超音速スカイフックの提案者である。
ロチェスター大学で数学を、ワシントン大学で航空工学、宇宙工学、原子力工学を学ぶ。
政府が火星探査への関心を失ったことに失望し、彼の著書The Case for Marsの成功後米国宇宙協会(NSS)でリーダーシップを発揮、1998年に火星協会を設立した。

## 主な著書
- マーズ・ダイレクト-NASA火星移住計画 - The Case for Mars: The Plan to Settle the Red Planet and Why We Must（1996年）
- 未来宇宙技術講義-火星地球化計画から恒星間移動システムまで（1997年）
- Entering Space: Creating a Spacefaring Civilization（1999年）